# Friedrich Gernsheim

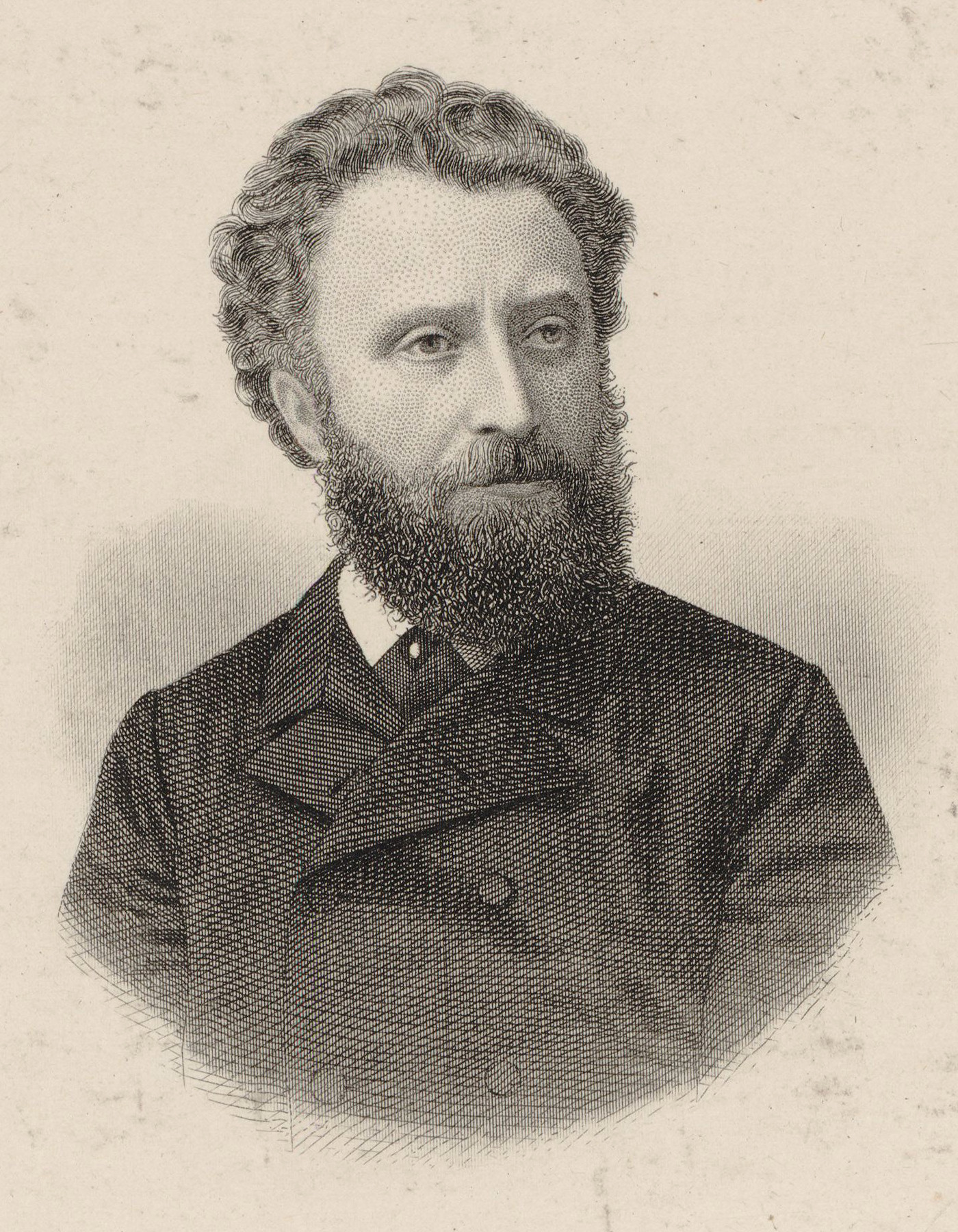
Friedrich Gernsheim
(Stahlstich von August Weger, 1875)

Friedrich Gernsheim (geboren 17. Juli 1839 in Worms;  11. September 1916 in Berlin) war ein deutscher Pianist, Dirigent, Komponist und Musikpädagoge der Spätromantik.

## Leben
Friedrich Gernsheim entstammte als Sohn eines Arztes einer angesehenen jüdischen Familie in Worms, die dort über einige Jahrhunderte nachweisbar ist. Erste musikalische Unterweisung erfuhr er in Worms durch seine Mutter, die Pianistin war. Später erhielt er Unterricht beim Spohr-Schüler Louis Liebe (1819–1900). Wegen der Unruhen im Revolutionsjahr 1848 übersiedelte er nach Mainz, wo er Klavierunterricht von Ernst Pauer erhielt.
Ab 1849 erhielt Gernsheim in Frankfurt am Main geregelten und systematischen Unterricht in Klavier bei Eduard Rosenhain und Violine. Mit elf Jahren trat er dort erstmals öffentlich als Pianist, Geiger und als Komponist einer Konzert-Ouvertüre auf. Ab 1852 studierte Gernsheim in Leipzig bei Ignaz Moscheles und Ferdinand David. Von 1855 bis 1860 hielt er sich in Paris auf, wo er die Bekanntschaft Theodor Gouvys, Édouard Lalos und Camille Saint-Saëns’ machte. Seine erste Anstellung fand er in Saarbrücken als Musikdirektor.
Ab 1865 war er Lehrer am Konservatorium in Köln und Leiter des städtischen Gesangvereins und der Musikgesellschaft. Zudem hatte er die Stelle des Kapellmeisters am Stadttheater inne. Einer seiner Schüler war Engelbert Humperdinck. Im Jahr 1874 erfolgte die Berufung nach Rotterdam als Direktor der „Gesellschaft zur Beförderung der Tonkunst“ (Maatschappij tot Bevordering der Toonkunst). Mit Johannes Brahms verband ihn eine enge Freundschaft. Eine Berufung an das Stern’sche Konservatorium in Berlin erhielt Gernsheim im Jahr 1890. Im Oktober 1910 wurde sein Vortrag dreier eigener Kompositionen für Welte-Mignon aufgenommen.

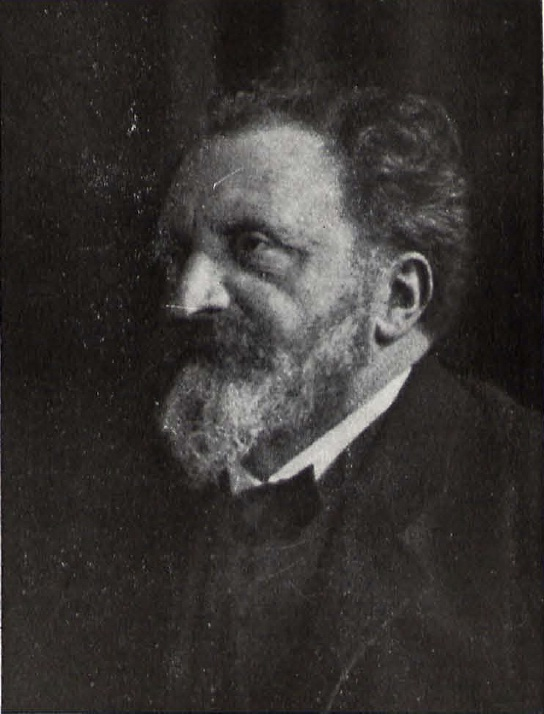
Friedrich Gernsheim, 1906

Gernsheim heiratete am 1. Mai 1877 in Worms Helene Herrnsheim (* 1851 in Karlsruhe; † 26. Oktober 1927 in Berlin); das Paar hatte zwei Töchter. Nachfahren leben heute im Ausland.
Er war Mitglied der Akademie der Künste. Die Stadt Dortmund ehrte den 75-jährigen Komponisten im Jahr 1914 mit einem zwei Tage andauernden „Gernsheimfest“, bei dem er als Dirigent und Pianist zu erleben war.
1872 wurde Gernsheim Freimaurer in der Loge Zum wiedererbauten Tempel der Bruderliebe in Worms, 1897 dann in der Berliner Loge Friedrich zur Gerechtigkeit.
Seine Grabstätte befindet sich auf dem Jüdischen Friedhof Weißensee in Berlin.
In der Zeit des Nationalsozialismus wurde Gernsheims Musik nicht gespielt, in Herbert Gerigks und Theophil Stengels Lexikon der Juden in der Musik erschien sein Name in der ersten Auflage 1940.
Zwischen einer kammermusikalischen Komposition Gernsheims und Martin Böttchers Winnetou-Melodie aus den Karl-May-Verfilmungen der 1960er Jahre besteht eine kurze aber auffällige Übereinstimmung. Der Filmmusik-Spezialist und Martin-Böttcher-Kenner Volker Rippe hat hierzu Stellung bezogen: Wenn „die Idee für das Winnetou-Thema gar nicht auf Böttchers Mist gewachsen ist“, hätte Martin Böttcher das betreffende Stück kennen müssen, was aber aufgrund des Unbekanntheitsgrades des Komponisten bzw. des Werkes (Notenmaterial in den 1960er Jahren gar nicht zugänglich) auszuschließen ist.
2020 spielten der Pianist Ernst Breidenbach und der Geiger Christoph Schickedanz Gernsheims sämtliche Werke für Klavier und Violine auf Tonträger ein.

## Werke (Auswahl)
Gernsheim schrieb vier Sinfonien sowie kammermusikalische Werke.

### Orchesterwerke und Konzerte
- Waldmeisters Brautfahrt, Ouvertüre op. 13 (Uraufführung 1868)
- Klavierkonzert c-Moll op. 16 (1868)
- Sinfonie Nr. 1 g-Moll op. 32 (1874)
- Fantasiestück für Violine und Orchester D-Dur op. 33 (publ. 1876)
- Violinkonzert Nr. 1 D-Dur op. 42 (1879)
- Sinfonie Nr. 2 Es-Dur op. 46 (1880)
- Divertimento für Flöte und Streichorchester E-Dur op. 53 (1887)
- Sinfonie Nr. 3 c-Moll op. 54 (1887)
- Sinfonie Nr. 4 B-Dur op. 62 (1895)
- Violoncellokonzert e-Moll op. 78 (1903)
- Zu einem Drama, Tondichtung für großes Orchester op. 82 (1902)
- Violinkonzert Nr. 2 F-Dur op. 86 (1912)
- In Memoriam, Ein Klagegesang für Streichorchester und Orgel op. 91 (1915)

### Kammermusik
- Violinsonate Nr. 1 c-Moll op. 4 (publ. 1865)
- Klavierquartett Nr. 1 Es-Dur op. 6 (publ. 1865)
- Streichquintett Nr. 1 D-Dur op. 9 (Uraufführung 1867)
- Violoncellosonate Nr. 1 d-Moll op. 12 (1868)
- Klavierquartett Nr. 2 c-Moll op. 20 (publ. um 1870)
- Streichquartett Nr. 1 c-Moll op. 25 (publ. 1872)
- Klaviertrio Nr. 1 F-Dur op. 28 (publ. 1873)
- Streichquartett Nr. 2 a-Moll op. 31 (Uraufführung 1874)
- Klavierquintett Nr. 1 d-Moll op. 35 (1875/76)
- Klaviertrio Nr. 2 H-Dur op. 37 (1877)
- Introduktion und Allegro apassionato für Violine und Klavier op. 38 (1879)
- Klavierquartett Nr. 3 F-Dur op. 47 (publ. 1883)
- Violinsonate Nr. 2 C-Dur op. 50 (publ. 1885)
- Streichquartett Nr. 3 F-Dur op. 51 (1885)
- Divertimento für Flöte, zwei Violinen, Viola, Violoncello und Kontrabass (oder Flöte und Streichorchester) E-Dur op. 53 (1887)
- Klavierquintett Nr. 2 h-Moll op. 63 (1896)
- Violinsonate Nr. 3 F-Dur op. 64 (publ. 1898)
- Streichquartett Nr. 4 e-Moll op. 66 (1899?)
- Violoncellosonate Nr. 2 e-Moll op. 79 (1902–06)
- Streichquartett Nr. 5 A-Dur op. 83 (1911?)
- Violinsonate Nr. 4 G-Dur op. 85 (publ. 1912)
- Violoncellosonate Nr. 3 e-Moll op. 87 (1914)
- Streichquintett Nr. 2 Es-Dur op. 89 (1915/16)
- Streichtrio in G major, 1900 (Erstausgabe Amadeus Verlag, 2013)

### Klaviermusik
- Klaviersonate f-Moll op. 1 (publ. 1863)
- Sechs Präludien op. 2 (publ. 1864)
- Klaviersuite d-moll op. 8 (publ. 1867)
- Romanze für Klavier op. 15 (publ. 1869)
- Variationen Es-Dur für Klavier op. 18 (publ. 1869)
- Variationen C-Dur für Klavier op. 22 (publ. 1870)
- Romanze E-Dur für Klavier  op. 23 (publ. 1871)
- Ins Stammbuch, sieben Klavierstücke op. 26 (publ. 1872)
- Fantasie op. 27 (publ. 1872), Hans von Bülow gewidmet
- Vier Tanzstücke op. 30 (publ. 1873) I Alla Mazurka. Energico. Molto moderato g-Moll II All'Ongarese. Andantino quasi Allegretto D-Dur III Walzer. Grazioso A-Dur IV All'Ongarese. Sostenuto d-Moll
- Stimmungsbilder op. 36 (publ. 1877)
- Zwei Klavierstücke op. 39 (publ. 1879) I Lied II Gavotte
- Legende für Klavier op. 43 (1883)
- Symbole, fünf Klavierstücke op. 59 (publ. 1894)
- Vier Klavierstücke op. 61 (publ. 1895)  I Idyll, Lento e sostenuto, F -Dur II Capriccio, Allegro agitato, f-Moll III Legende, Andante molto espressivo C-Dur IV Impromptu, Allegretto grazioso e giocoso As-Dur
- Fünf Tongedichte für Klavier zu vier Händen op. 67, (publ. 1900)
- Auf der Piazetta für Klavier zu zwei Händen op. 68, übertragen aus op. 67
- Weihe der Nacht  für Klavier zu zwei Händen op. 69, übertragen aus op. 67
- Walzer für Klavier zu zwei Händen op. 70, übertragen aus op. 67
- Auf der Lagune, Phantasiestück für Klavier zu zwei Händen op. 71, (publ.  1902)
- Tondichtung für Klavier zu zwei Händen  op. 72, (publ. 1902)
- Fantasie und Fuge für Klavier op. 76b
- Fantasie für Klavier op. 81 (publ. 1909)

### Vokalmusik
- Sechs Lieder op. 3 (publ. 1865) I Die helle Sonne leuchtet, Text: Friedrich Bodenstedt, nach Mirzə Şəfi Vazeh II Nicht mit Engeln im blauen Himmelszelt, Text: Friedrich Bodenstedt, nach Mirzə Şəfi Vazeh III Untreue Text: Joseph von Eichendorff IV Allnächtlich im Traume, Text: Heinrich Heine V Dein gedenk' ich Margaretha, Text: Joseph Victor von Scheffel VI Heimkehr, Text: Ludwig Uhland
- Salamis: Siegesgesang der Griechen für Männerchor und Orchester C-Dur op. 10, Max Bruch gewidmet, Text: Hermann Lingg, Incipit: Schmücket, schmücket die Schiffe mit Persertrophä'n! (publ. 1867, uraufgeführt: 1868)
- Salve Regina für Sopran, Frauenchor (Sopran, Sopran, Alt) und Orchester op. 11 (publ. 1867)
- Sechs Lieder op. 14 (publ. 1869) I Im Frühling, Text: Eduard Mörike II Es fällt ein Stern herunter, Text: Heinrich Heine III Jetzt ist er hinaus, Text: Joseph Victor von Scheffel IV Es war ein alter König, Text: Heinrich Heine V Mein Herz schmückt sich mit dir, Text: Friedrich Bodenstedt, nach Mirzə Şəfi Vazeh VI An den Sturmwind, Text: Friedrich Rückert
- Römische Leichenfeier für Männerchor und Orchester C-Dur op. 17, Text: Hermann Lingg, (publ. 1869)
- Fünf Lieder op. 19  (publ. 1871) I Ich fühle deinen Odem, Text: Friedrich Bodenstedt, nach Mirzə Şəfi Vazeh II Komm' Geliebte, Text: Georg Friedrich Daumer III Was weckte den Ton, Text: Felicia Hemans, in einer Übersetzung von Ferdinand Freiligrath IV Sie sah den Liebsten schweigend an, Text: Friedrich Rückert V Wie der Vollmond aus den Wolken, Text: Friedrich Rückert
- Nordische Sommernacht für Soli, gemischten Chor und Orchester op. 21, Text: Hermann Lingg, (uraufgeführt am 26. November 1871 in Wiesbaden)
- Germania für Männerchor und Orchester op. 24, Text: Friedrich Emil Rittershaus, Ludwig III., Großherzog von Hessen-Darmstadt gewidmet (publ. 1874)
- Sechs Lieder op. 29 (publ. 1874) I Die Blicke deiner Augen, Text: Georg Friedrich Daumer, nach Hafis II Die ihr mit dem Odem linde, Text: Friedrich Rückert III Mit einem gemalten Bande (Kleine Blumen, kleine Blätter), Text: Johann Wolfgang von Goethe IV An den Mond (Füllet wieder Busch u. Thal), Text: Johann Wolfgang von Goethe V Gieb ihr, Ost, die Kunde meiner Leiden, Text: Georg Friedrich Daumer, nach Hafis VI Ich möchte dir so gern die Seele, Text: Georg Friedrich Daumer, nach Hafis
- Vier Lieder und Gesänge op. 34 (publ. 1877) I Bitte: Weil’ auf mir, du dunkles Auge II Ich schlage dich, mein Tamburin, Text: Georg Friedrich Daumer, nach Hafis III Komm. Mädchen, an dein Fenster IV Geistliches Wiegenlied  „Die ihr schwebt um diese Palmen“
- Gesänge für Männerchor op. 40 (publ. 1879)
- Zwei Lieder für vier Männerstimmen op. 41 (publ. 1885)
- Lied der Städte für Männerchor op. 42 (1880), Text: Hermann Lingg
- Agrippina, Szene für Solo, Chor und Orchester op. 44, Text: Hermann Lingg (publ. 1881, uraufgeführt am 20. Januar 1882 in Rotterdam mit de Altistin Amalie Joachim)
- Odins Meeresritt für Bariton, Männerchor und Orchester op. 48 (publ. 1884), Text: Aloys Schreiber
- Festgruß für Männerchor op. 49 (publ. 1884), Text: J. Oswald
- Das Grab im Busento für Männerchor und Orchester op. 52 (publ. 1887), Text: August von Platen
- Der Zaubermantel für Soli, gemischten Chor und Klavier op. 55 (publ. 1889), Text: Felix Dahn
- Hafis, Liederreihe für Solostimmen und gemischten Chor mit Klavierbegleitung op. 56, (publ. 1890)
- Fünf Lieder op. 57 (publ. 1891)
- Ein Preislied für Soli, Chor und Orchester op. 58, Text: Die Heilige Schrift (publ. 1893)
- Phöbos Apollon für Männerchor, Solostimmen und Orchester op. 60, Text: Hermann Allmers (publ. 1894)
- Der Nornen Wiegenlied für Chor und Orchester op. 65, Text: Albert Matthäi, (publ. 1899)
- Der Nibelungen Überfahrt für Soli (Sopran und Bariton), gemischten Chor und Orchester op. 73, Text: Albert Matthäi, (publ. 1902)
- Fünf Gedichte für eine Singstimme mit Klavierbegleitung op. 74, Text: Otto Julius Bierbaum (publ. 1903)
- Agrippina, Szene für Mezzosopran oder Alt und Orchester op. 77, unter freier Benutzung der ersten Bearbeitung op. 45, Text:  Hermann Lingg (publ. 1906)
- Ave Maria für Chor und Orgel op. 80 (publ. 1916)
- Zwei geistliche Gesänge für achtstimmigen Chor op. 84 (publ. 1912) II Terra tremuit
- Liebesgedichte für Singstimme und Klavier op. 88, Text: Ricarda Huch
- Te Deum für gemischten Chor, Orchester und Orgel Es-Dur op. 90 (publ. 1915)
- Nänie nach Friedrich von Schiller für gemischten Chor und Orchester op. 92 (1916)

### Orgelwerke
- Fantasie und Fuge für Orgel op. 76